# Hélène Berr
Pour les articles homonymes, voir Berr.
Hélène Berr, née le 27 mars 1921 dans le 4e arrondissement de Paris et morte en avril 1945 au camp de concentration de Bergen-Belsen, est une jeune Française, autrice d'un journal relatant sa vie de 1942 à 1944 et qui est publié pour la première fois en 2008.

## Biographie
« Née dans une famille juive d'origine alsacienne et descendante de l'ingénieur Maurice Lévy, Hélène Berr préparait l'agrégation d'anglais. Dans son journal truffé de citations de Shakespeare ou de Lewis Carroll, la guerre n'est d'abord qu'un mauvais rêve. »
Ce journal raconte la vie quotidienne et les épreuves de la jeune femme, comme le port de l'étoile jaune en juin 1942.

### Famille et jeunesse
Hélène Maxime Camille Berr naît le 27 mars 1921 dans le 4e arrondissement de Paris, elle est la fille de Raymond Berr (1888-1944), polytechnicien (X 1907), ingénieur du corps des Mines, vice-président de l'entreprise Kuhlmann (qui fusionnera plus tard avec Péchiney), déporté par le même convoi qu'elle, le 27 mars 1944, le « convoi no 70 », et d'Antoinette Rodrigues-Ély (1891-1944), également déportée dans ce convoi.
Ne pouvant passer l'agrégation, qu'elle préparait à la Sorbonne, en raison des lois antisémites du régime de Vichy sur le statut des Juifs, Hélène Berr, âgée de 21 ans, se présente au siège de l'Union générale des israélites de France (UGIF), où elle est recrutée comme assistante sociale bénévole le 6 juillet 1942. Trois mois plus tôt, à l'occasion d'une dédicace qu'elle obtient de Paul Valéry, elle entame ce jour-là, le 7 avril 1942, un « Journal ». Dans sa préface de l'ouvrage publié en 2008 aux éditions Tallandier, Patrick Modiano le compare au style de Katherine Mansfield. Hélène Berr est aussi la secrétaire de Denise Milhaud à l'Entraide temporaire, un groupe clandestin créé en 1941 aux côtés du Service social d’aide aux émigrants (SSAE), lequel est dirigé par Lucie Chevalley.

### Arrestation, déportation, mort
Hélène Berr est arrêtée avec ses parents à leur domicile, au 5, avenue Élisée-Reclus dans le 7e arrondissement de Paris, le 8 mars 1944 à l'aube, détenue au camp de Drancy, puis déportée à Auschwitz avec son père et sa mère, le 27 mars 1944, jour de ses 23 ans. Devant l'avance des Soviétiques, elle est évacuée d'Auschwitz le 31 octobre et arrive le 3 novembre au camp de Bergen-Belsen, où elle contracte le typhus.
Un matin, trop malade pour pouvoir se lever à l'heure de l'appel, elle est battue à mort par une gardienne, quelques jours avant la libération du camp par les troupes britanniques, le 10 avril 1945.

## Hommage
En mars 2008, l'éditeur du journal, Antoine Sabbagh, écrit à Christophe Girard, adjoint à la culture de la mairie de Paris pour lui suggérer que la ville honore la mémoire d'Hélène Berr. Après vote du Conseil de Paris, en mars 2009, le nom d'Hélène Berr est donné à la bibliothèque Picpus qui devient la médiathèque Hélène-Berr. Le nom d'Hélène Berr est également donné  à un amphithéâtre de l'université Paris-Sorbonne (site de Clignancourt).
Une plaque est dévoilée le 2 octobre 2015 sur l'immeuble du 5 avenue Élisée-Reclus dans le 7e arrondissement de Paris où résidait la famille Berr et où elle est arrêtée en mars 1944.
À l’occasion d’une restauration du château du Vivier, à Aubergenville dans les Yvelines, en 2016, une plaque commémorative en mémoire de la jeune écrivaine est apposée près de l’entrée.
L'un des amphithéâtres du campus de Clignancourt de Sorbonne Université à Paris porte son nom. 

## LeJournal
Ce journal commence le 7 avril 1942, après une visite chez Paul Valéry. Il s’achève à Drancy le 15 février 1944. Les derniers mots, « Horror ! Horror ! Horror ! », font écho à la pièce de Shakespeare, Macbeth, où Macduff s'exclame de façon similaire « O horror, horror, horror ! ». Mais cette dernière phrase rappelle aussi fortement le « The horror ! The horror ! » de Kurtz, à la fin du roman Au cœur des ténèbres de Joseph Conrad (l’une des nombreuses lectures d’Hélène Berr). Par ailleurs, Hélène Berr cite souvent le poète romantique anglais John Keats, dont elle a étudié l'œuvre.
Le Journal est constitué de 262 feuillets volants, « couverts à l'encre bleue ou noire et au crayon d'une fine écriture qui se fait de plus en plus hâtive au fil des pages ». Sa publication résulte de la volonté de Mariette Job, la nièce d’Hélène Berr et ancienne libraire, qui, connaissant ce texte par des copies circulant dans sa famille, a retrouvé le manuscrit original : selon le vœu d’Hélène, il avait été remis après la guerre à Jean Morawiecki (d), son fiancé et futur diplomate, et était resté entre ses mains. Ce dernier a institué Mariette Job légataire du journal.
Le manuscrit du journal est déposé en 2002 au Mémorial de la Shoah. Il est publié pour la première fois en janvier 2008, avec une préface du romancier Patrick Modiano.

## Publications
- Journal, d'Hélène Berr, préface de Patrick Modiano, suivi de Hélène Berr, une vie confisquée, par Mariette Job. Éditions Tallandier, janvier 2008.  (ISBN 978-2-84734-500-1). Réédité en format de poche aux éditions Points, en mai 2009 (également disponible en « édition scolaire », adaptation d'Antoine Sabbagh).

À partir de cette publication, sont réalisées :
  - Version audio : adaptation d'Antoine Sabbagh du Journal   lu par Elsa Zylberstein, éditions Audiolib, octobre 2008 (2 CD audio, durée 2 h 30).  (ISBN 978-2-35641-036-8)
  - Version audio intégrale du Journal par Guila Clara kessous, éditions Audiolib, novembre 2013 ([MP3], durée 8h38).  (ISBN 9782356416391)
  - Adaptation cinématographique réalisée par Jérôme Prieur, Hélène Berr, une jeune fille dans Paris occupé, film documentaire, 90 min, diffusé pour la première fois sur France 2 mardi 10/12/2013 à 22:20 et édité en DVD par Mélisande productions. Prix du meilleur documentaire décerné par l'Association française des critiques de cinéma et de télévision, 2014[15]
- Mariette Job et Karine Baranès Bénichou, Se souvenir d'Hélène Berr - Une célébration collective, Fayard, 2021.  (ISBN 9782213718446)
- Hélène Berr et Odile Neuburger, Correspondance, 1934-1944, Tallandier, 2022, 443 p. (ISBN 102104945X)[16].
- Mariette Job, Dans les pas d'Hélène Berr, Le Bord de l'eau, 2023.  (ISBN 9782356878779).

### Émission de radio
- 1942, Hélène Berr, française, juive et écrivaine, épisode de l'émission Autant en emporte l'Histoire de France Inter diffusé le 22 octobre 2023[17].

## Voir ausst